# Tafelbergheide

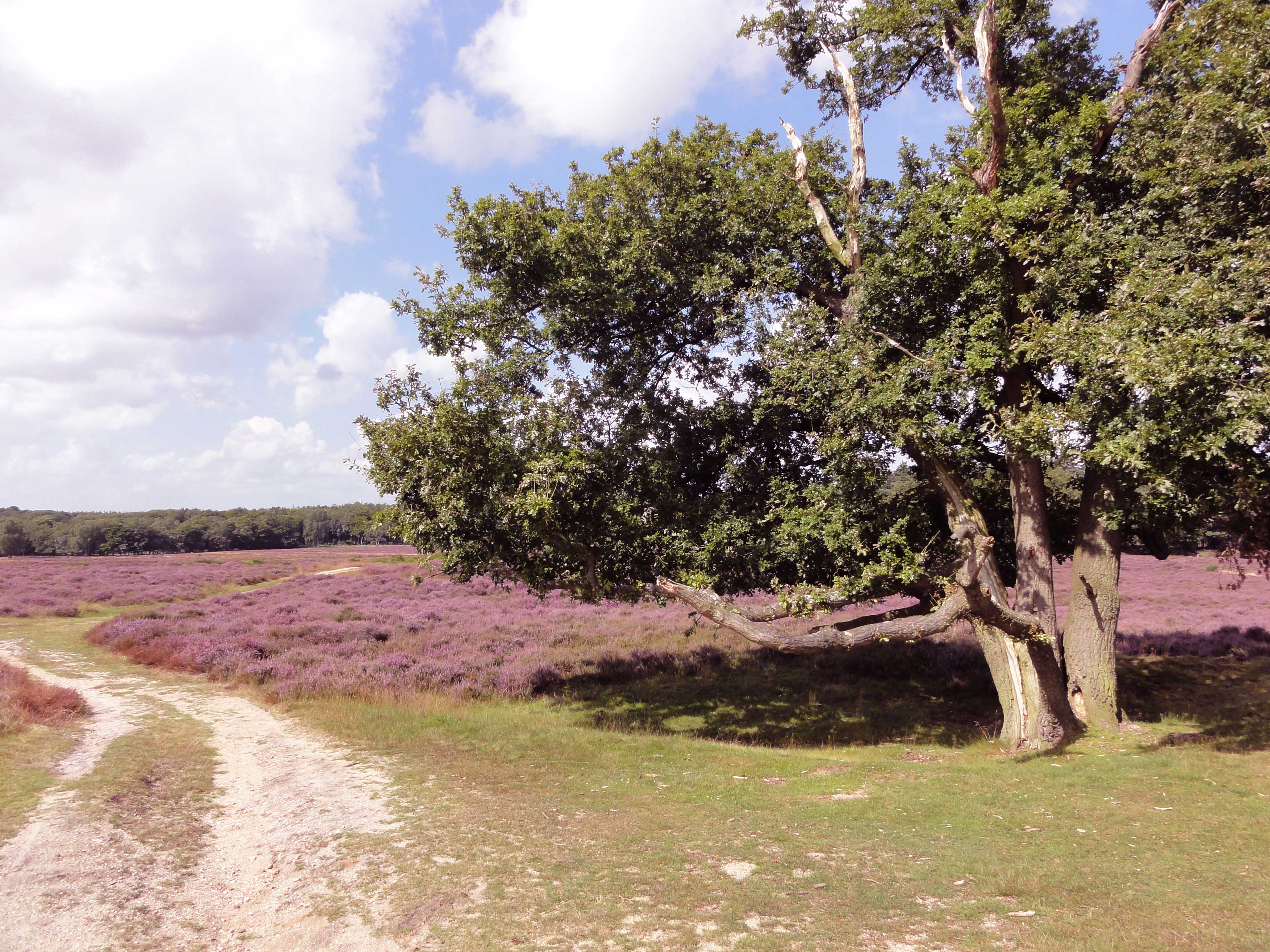
Tafelbergheide

La Tafelbergheide est une vaste lande entre Huizen et Laren, d'une superficie d'environ 74 hectares, située dans la commune de Huizen et pour une petite partie dans la commune de Blaricum (Province de Hollande-Septentrionale, Pays-Bas). La zone est gérée par la réserve naturelle du Gooi. Au Sud, en face de la vieille Naarderweg, la Tafelbergheide débouche sur la Blaricumerheide.
La lande, formée de moraines glaciaires de la glaciation de Riss, est d'altitude variable. Son point culminant est le Tafelberg (montagne de la table) qui a donné son nom à la région. Cette « colline » de 36,4 m d'altitude est un des points les plus élevés de la province de Hollande-Septentrionale. Son nom vient d'une ancienne table d'orientation, aujourd'hui disparue, placée sur la colline. Ses restes sont encore exposés au musée du Gooi, à Hilversum. Une nouvelle table a été érigée en 1990.
La lande comporte beaucoup de fondrières, causées par l'extraction de l'argile par les anciens habitants du Gooi, qui l'utilisaient pour durcir le sol de leurs habitations. L'argile a été apportée d'Europe du Nord par les glaciers au cours de la glaciation de Riss. Ces fondrières sont précieuses pour les Pays-Bas, en raison des écosystèmes uniques qu'elles constituent.

## Faune
Depuis 1990, des moutons des landes de la Drenthe pâturent la Tafelbergheide, auxquels est venu s'ajouter un peu de bétail en 1991. Depuis, les chiens doivent être tenus en laisse dans cette zone. La bergerie peut être visitée le dimanche après-midi.
Les oiseaux visibles dans la réserve naturelle sont notamment l'alouette lulu (Lullula arborea), la grive draine (Turdus viscivorus), le merle à plastron (Turdus torquatus), le merle noir (Turdus merula), le pic épeiche (Dendrocopos major), le pipit des arbres (Anthus trivialis), le pipit farlouse (Anthus pratensis), le pouillot fitis (Phylloscopus trochilus), le rougequeue à front blanc (Phoenicurus phoenicurus) et le tarier pâtre (Saxicola torquatus).

## Flore
L'arbre le plus courant sur la lande est le pin, mais on rencontre également des chênes.

## Coordonnées
Latitude : 52° 16' N 
Longitude : 5° 13' E